# Elecciones generales de Austria de 1971
Las elecciones primarias parlamentarias fueron realizadas en Austria el 10 de octubre de 1971, tras la reforma electoral que incrementaba el número de escaños en el Consejo Nacional de 165 a 183 y aumentaba la proporcionalidad de la distribución de escaños. El resultado fue la victoria del Partido Socialdemócrata, el cual ganó 93 de los 183 escaños, por lo que obtuvo la mayoría absoluta en el Consejo Nacional. La participación electoral fue de un 92.4%.

## Resultados
|                         |                                    |           |      |         |       |
| Partido                 | Partido                            | Votos     | %    | Escaños | +/–   |
|                         | Partido Socialdemócrata de Austria | 2.280.168 | 50.0 | 93      | +12   |
|                         | Partido Popular Austríaco          | 1.964.713 | 43.1 | 80      | +2    |
|                         | Partido de la Libertad de Austria  | 286.473   | 5.5  | 10      | +4    |
|                         | Partido Comunista de Austria       | 61.762    | 1.4  | 0       | 0     |
|                         | Ofensiva de Izquierda              | 1.874     | 0.0  | 0       | Nuevo |
|                         | Votos en blanco/nulos              | 50.626    | –    | –       | –     |
| Total                   | Total                              | 4.607.616 | 100  | 183     | +18   |
| Fuente: Nohlen & Stöver |                                    |           |      |         |       |